# Francesco Sebastiani
Francesco Sebastiani (Montorio al Vomano, 14 ottobre 1827 – Giulianova, 27 agosto 1878) è stato un avvocato e politico italiano.

## Biografia
Nato il 14 ottobre 1827 da Giovanni Sebastiani e Francesca Troili, durante i suoi studi ha come maestro Pasquale Stanislao Mancini, che ricorderà nella sua opera poetica. Laureatosi in giurisprudenza a Napoli, intraprende la carriera d'avvocato in Abruzzo divenendo sindaco di Montorio (1859-1861) e deputato per cinque volte consecutive. Muore a Giulianova il 27 agosto 1878.

## Opere
- In nuptiis praeclari Augustini Tharaschi et praestantis Franciscae Schipis-Roccatani Amicitiae monumentum et pignus Franciscus Sebastiani dat carmen (1844)
- Francisci Sebastiani Montoriensis Odarum Specimen (1846)
- Poesie liriche di Francesco Sebastiani (1846)
- Equiti Paschali Stanislao Mancino consolatoria carmina Franciscus Sebastiani (1846)
- Odarum specimen Francesco Sebastiani (1846)
- De l'étude de la langue latine. Aperçus de Francois Sebastiani (1848)
- La libertà. Poesiue varie di Francesco Sebastiani (1848)
- Montoriensis odarm specimen Francisci Sebastiani (1856)